# Vaivina
Koordinaten: 59° 25′ N, 27° 37′ O
Vaivina ist ein Dorf (estnisch küla) in der Landgemeinde Toila (Toila vald). Es liegt im Kreis Ida-Viru (Ost-Wierland) im Nordosten Estlands.
Das Dorf hat 23 Einwohner (Stand 19. September 2012). Es liegt direkt am Finnischen Meerbusen, an der estnischen Ostsee-Küste.